# Адрант
Адрант (стгрч. ἌδραντοςἌδραντος), или Ардрант или Адраст, био је Атенејев савременик у 2. или 3. веку нове ере који је написао коментар у пет књига о Теофрастовом делу, под насловом Περὶ Ἠθῶν, којој је додао шесту књигу о <i>Никомаховој етици</i> Аристотела.